# Anotylus affinis
Anotylus affinis är en skalbaggsart som först beskrevs av Gustav Czwalina 1870.  Anotylus affinis ingår i släktet Anotylus, och familjen kortvingar. Arten har ej påträffats i Sverige.